# Pan Zhenqi
Pan Zhenqi (xinès simplificat: 潘臻琦, pinyin: Pān Zhēnqí; Xinxiang, província de Henan, 7 de maig de 1995) és una jugadora de bàsquet xinesa. Formà part de la selecció xinesa al torneig femení dels Jocs Olímpics d'estiu de 2020.
Després d'haver desenvolupat la major part de la seva carrera al Bayi, Zhenqi actualment juga a l'equip de Mongòlia Interior a la WCBA, guanyant el campionat el 2022.
Va formar part de l'equip guanyador de l'or als Military World Games 2019, derrotant al Brasil a la final per 93-65. També va ser inclosa a la selecció xinesa de la Copa del Món Femenina FIBA 2022, que va ser derrotada per l'equip nord-americà a la final per 61-83.